# Celiantha
Celiantha es un género con tres especies de plantas con flores perteneciente a la familia Gentianaceae.

## Taxonomía
El género fue descrito por  Bassett Maguire y publicado en Memoirs of The New York Botanical Garden 32: 382. 1981.

## Especies aceptadas
A continuación se brinda un listado de las especies del género Celiantha aceptadas hasta marzo de 2014, ordenadas alfabéticamente. Para cada una se indica el nombre binomial seguido del autor, abreviado según las convenciones y usos.
- Celiantha bella Maguire & Steyerm.
- Celiantha chimantensis (Steyerm. & Maguire) Maguire
- Celiantha imthurniana (Oliv.) Maguire